# Distretto di Arzew
Il distretto di Arzew è un distretto della provincia di Orano, in Algeria. Prende il nome dal suo capoluogo, Arzew

## Comuni
Il distretto di Arzew comprende 2 comuni:
- Arzew
- Sidi Benyebka